# Église Sainte-Suzanne de Schaerbeek
Pour les articles homonymes, voir Église Sainte-Suzanne.
L’église Sainte-Suzanne (en néerlandais : Sint-Suzannakerk) est un édifice religieux catholique sis à l’intersection des rues Latinis et des Glycines, à Schaerbeek (Bruxelles) en Belgique. Construite sur initiative privée de 1926 à 1928, l’église – de style Art déco – est classée au patrimoine de la Région de Bruxelles-Capitale depuis 2003. Entièrement rénovée de 2014 à 2018, elle est une des paroisses catholiques de la commune de Schaerbeek.   

## Histoire

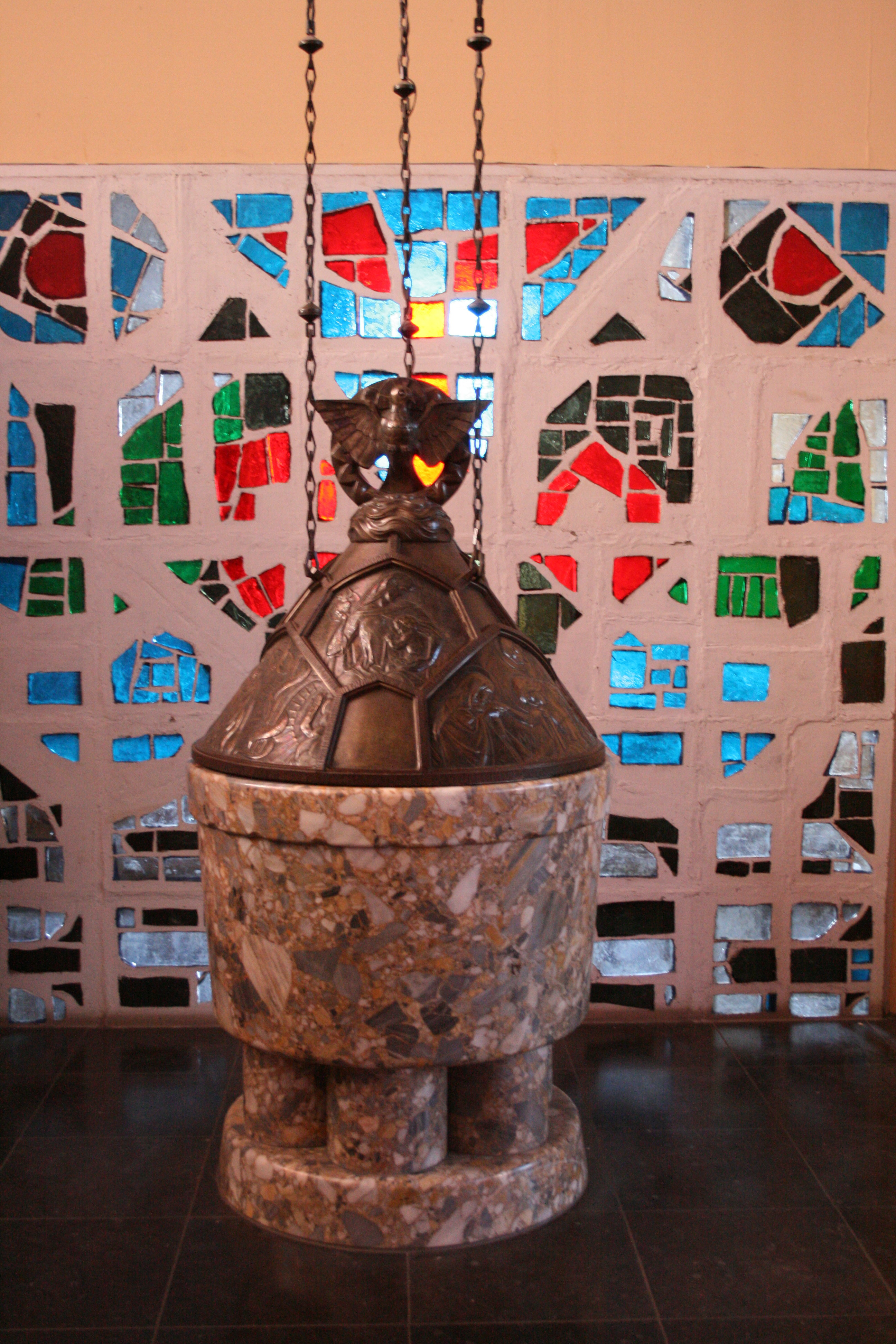
Les fonts baptismaux de l’église Sainte-Suzanne

Construite à l’initiative de Mme Louise Thiery, en souvenir de sa fille Suzanne décédée à l’âge de 20 ans, l’église est l’œuvre de l’architecte Jean Combaz qui en dessine les plans en 1925. Elle est inspirée de l’église Notre-Dame du Raincy située en France et de l'église de Bléharies (village de la banlieue de Tournai entièrement détruit sous l'occupation allemande durant la Première Guerre mondiale et reconstruit dans le style Art déco par Henry Lacoste, dont l'église en béton).
Les travaux ont lieu de 1926 à 1928. Audacieuse et résolument moderne dans son architecture Art déco comme dans l’utilisation des matériaux (première église bruxelloise construite en béton) l’église ne plut pas à l'époque de sa construction et fut surnommée «le cinéma du cimetière de Schaerbeek».  Autre innovation (pour l’époque) : l’église est conçue pour abriter ses locaux paroissiaux en sous-sol (salles de réunions, salles pour mouvements de jeunesse, salle des fêtes, consultations médicales, etc.). C’est en fonction de ces besoins sociaux que Combaz dessina les abords de l’édifice.
L’église n’est officiellement consacrée que le 1er mai 1963. La paroisse Sainte-Suzanne fait partie de l'unité pastorale du Kerkebeek qui fait elle-même partie du doyenné de Bruxelles Nord-Est. 
Dans les années 1970, soit 20-25 ans plus tard, l'intérieur de l'église Sainte-Suzanne a été une fois de plus radicalement modifié, en suivant, cette fois, les idées de la phase II du mouvement liturgique. L'autel en forme de cube garni de rayures est placé au centre de l'espace intérieur et plus dans l'abside. Les murs sont peints de couleur beige clair et le plafond de couleur violet foncé.
Le 27 mars 2003 l'église est classée au patrimoine immobilier de la Région de Bruxelles-Capitale. 
En 2014 un projet de rénovation de l'ensemble est annoncé par la commune de Schaerbeek, un budget de 5,2 millions d'euros étant alloué aux travaux. Ceux-ci, prévus pour durer deux ans sont terminés en 2018.

## Description
C'est une structure en béton armé brut. Les spécialistes de la protection des monuments ne rapprochent son style de celui de l'église Notre-Dame du Raincy des frères Perret que du fait de l'utilisation du béton armé, y compris pour les claustra des vitraux. Pour l'architecte Jean Combaz, l'intérieur est plus important que la façade, car l'idée du commanditaire était de créer une atmosphère de clarté et de lumière symbolisant l'Église triomphale. L'intérêt de l'étude de ce bâtiment ne vient pas tant de la conception architecturale elle-même mais des transformations de la décoration intérieure tout au long du XXe siècle.
Dès l'origine, en 1928, cet intérieur est carrelé et les piliers sont peints en blanc. L'autel est placé devant un mur, plus élevé que le sol de la nef, et est décoré de petites sculptures de saints. À droite et à gauche de l'autel, se trouvent les balcons des jubés pour les enfants de chœur. Tout le mur au-dessus de l'autel est occupé par un vitrail. C'est une solution décorative qui correspondait au concept de la « période romantique » du mouvement liturgique. Cependant, à la fin des années 1930, c'est-à-dire 10-15 ans après la construction, les priorités ont changé si radicalement que l'emplacement de l'autel est complètement modifié. Au-dessus de l'autel a été érigé un ciborium monumental, le vitrail a été enlevé (ou drapé), les balcons ont été supprimés et le retable sculptural a été remplacé par un grand crucifix.
Les balcons-jubés ont été considérés comme archaïques, car le chant de professionnels dans le chœur était remplacé dans la nouvelle liturgie par les chants des paroissiens, tous ensemble, sur des motifs musicaux plus simples.
Le clocher carré, au dessus du narthex, a plusieurs étages et est surmonté d'une croix de béton à une hauteur de 49 m. La nef unique, haute de 14 m, est longue de 47 m et large de 27 m. 

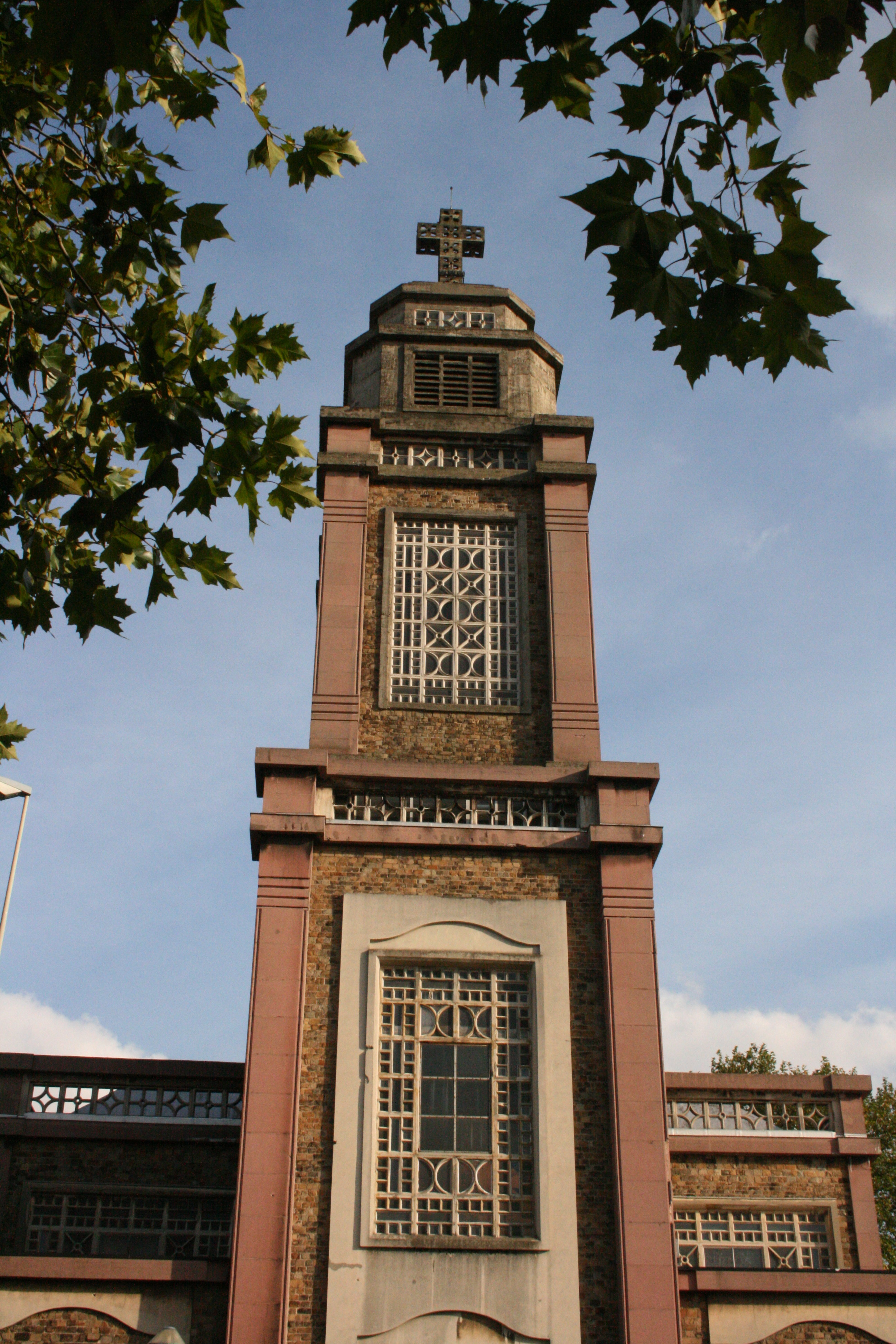
Le clocher de l'église Sainte-Suzanne.
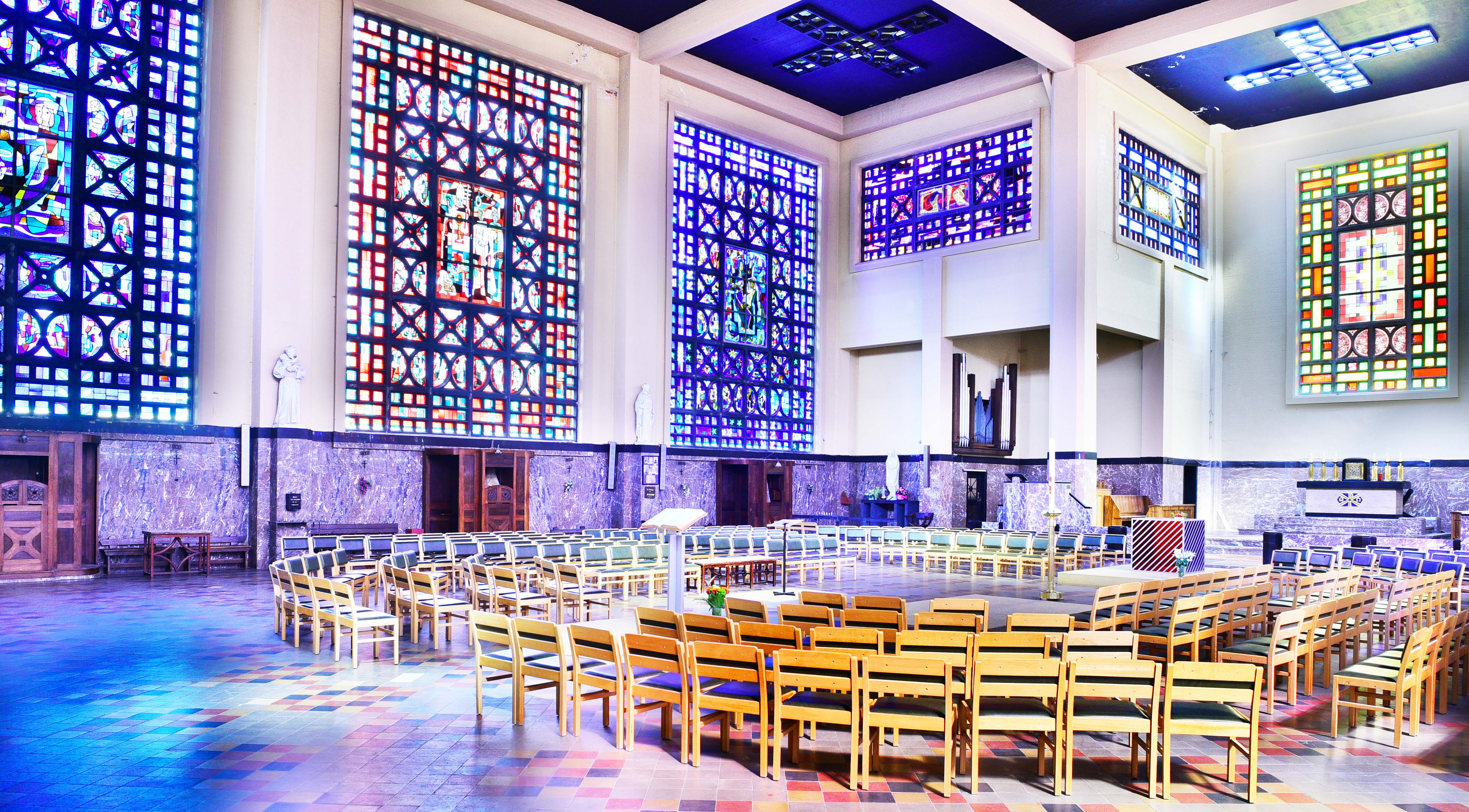
Vue d'ensemble de l'intérieur.

## Patrimoine
- Les vitraux, installés de 1950 à 1956, sont dus au peintre Simon Steger et au maître verrier Jacques Colpaert (1923-1998).
- Les fonts baptismaux, datant de 1935, sont l'œuvre des ateliers d'art de l'abbaye de Maredsous.
- Les orgues, du facteur Pels de Lierre, datent de 1962 et comprennent 27 registres et 3 claviers[4],[5]. Un petit orgue à gauche du chœur provient de l'exposition Internationale d'Anvers de 1930.
- Un buste de sainte Suzanne en bois polychrome, datant de 1634, se trouve dans la sacristie.